# Elis & Tom
Elis & Tom é um álbum colaborativo dos artistas musicais brasileiros Elis Regina e Antonio Carlos Jobim, lançado em agosto de 1974 pela gravadora Polygram. Suas gravações foram realizadas entre 22 de fevereiro e 9 de março do mesmo ano no MGM Studios de Los Angeles, Califórnia. A possibilidade de gravar um disco com Tom Jobim foi dada como presente para Elis Regina por seus dez anos de contrato com a Philips.
O disco é o encontro de dois dos maiores nomes da música popular brasileira e conta com arranjos de César Camargo Mariano, pianista e então marido de Elis, que inovou utilizando instrumentos elétricos na bossa nova. Em uma forma contida e suave, ela interpreta diversos clássicos do gênero, como "Águas de Março" (que se tornou o maior sucesso do disco), "Corcovado", "Inútil Paisagem", às vezes em dueto com Jobim, que em outros momentos apenas a acompanha no violão ou piano. "Modinha" foi a única canção do disco a ser totalmente arranjada por Jobim.
Elis & Tom foi um sucesso de vendas e de crítica, e continua sendo aclamado até os dias de hoje por músicos e críticos no mundo inteiro. No seu aniversário de 30 anos, em 2004, contou com um relançamento especial e, até 2013, foi um dos discos destacados nas paradas de vendas do iTunes no Brasil. Além disso, Elis & Tom tem sido lembrado nos principais livros, compêndios e enciclopédias brasileiras e internacionais de música e, em 2007, foi escolhido por jornalistas e críticos musicais como o 11º melhor disco da música brasileira pela Rolling Stone.

## Antecedentes
Até 1974, Elis Regina já havia lançado 12 discos, entre eles o Em Pleno Verão, o Elis de 72 e o Elis de 73, que trazem diversas canções famosas e que ela não abandonaria de seu repertório nos anos seguintes. No entanto, segundo o seu empresário da época, Roberto de Oliveira, a intérprete só possuía até ali "talento, sucesso, mas não tinha prestígio." Oliveira era empresário da Clak Produções Artísticas e tinha 26 anos quando aceitou empresariar Elis durante todo o ano de 1974. Ele registrou, após a morte da cantora, que:
"A Elis vinha de um esquema muito comercial do Marcos Lázaro, como ele faz com outros cantores. Mas ela era muito inteligente, e os contemporâneos dela começavam a exigir um outro tipo de tratamento em esquemas empresariais, e ela sentiu isso. Ela era um pouco discriminada pelos outros artistas. Maria Bethânia tinha um status por si só, Gal Costa porque o Caetano Veloso e o grupo baiano passavam pra ela. Além disso, Elis tinha sido casada com Bôscoli, que a levou para um mundo global, apolítico e reacionário. E de repente, os cantores e compositores da geração dela estavam em franca oposição à situação política na época. Elis tinha cantado nas Olimpíadas do Exército. E ela sabia que o talento dela era maior do que o mundo em que estava vivendo. Encontrei Elis nesse momento, no momento em que ela estava tomando consciência disso. Eu só tinha visto Elis uma vez naquela Phono 73, quando cortaram o microfone do Chico Buarque."
O empresário completa - "Pensei: ela tem que ter os três: talento, sucesso e prestígio [...] A primeira parte do trabalho foi criar um melhor relacionamento com a imprensa de alto nível, e o primeiro resultado foi uma entrevista de páginas amarelas para a revista Veja." Ainda em seu projeto musical com a cantora, preocupado em alargar seu prestígio, Oliveira também a levaria percorrer o chamado "circuito universitário", no qual ela embarcava de ônibus para cantar em diversas cidades do interior, como Piracicaba, Uberaba, Uberlândia, e outras.
Tom Jobim, por sua vez, já havia galgado patamar e prestígio como um dos criadores e principais músicos da bossa nova, mas, ao contrário de Elis, enfrentava problemas de popularidade no país e de público em seus espetáculos. O disco então seria interessante tanto na busca por prestígio crítico de Elis quanto na busca de popularidade por parte de Jobim. Ele já havia conquistado uma carreira internacional depois de gravar com Frank Sinatra as suas próprias composições em meados dos anos 60 e, além disso, diversas músicas suas ilustravam o premiado disco Getz/Gilberto de 1964 — uma parceria de João Gilberto com o saxofonista americano Stan Getz (e com o piano de Jobim) — que ganhou 3 Grammy Award (álbum do ano, melhor álbum de jazz instrumental, melhor arranjo). "Garota de Ipanema", música sua com letra de Vinicius de Moraes, gravada pela primeira vez em 1963 por Pery Ribeiro, já era sucesso nacional e internacional, interpretada por diversos músicos respeitados do mundo inteiro.
Em 1973, Jorge Ben e Jair Rodrigues haviam comemorado dez anos de contrato com a Philips e no ano seguinte a data seria de Elis Regina. Certas fontes relatam então que o presidente da gravadora, André Midani, perguntou o que ela queria de presente e a resposta foi: "Gravar um disco de músicas de Tom Jobim...com Tom Jobim." Em entrevista às páginas amarelas de Veja daquele ano, no entanto, ela declarou que a ideia da parceria veio de seu empresário. Tom, que vivia já um tempo nos Estados Unidos, não poderia vir gravar o disco no Brasil, então teve de recebê-los em sua casa naquele país. Segundo lembra César Camargo Mariano: "Tom nos recebeu no aeroporto de pijama e com uma rosa na mão, de guarda-chuva sob a garoa. Ele já foi contando que tinha duas músicas entre as trinta mais enquanto os Beatles tinham quatro. 'Mas eles são quatro e eu sou um, né?', ele disse."

## Gravação e produção
Em 20 de janeiro de 1974, Elis embarcou para Los Angeles, Califórnia, com o pianista e marido César Camargo Mariano, o produtor Aloísio de Oliveira, o guitarrista e violonista Hélio Delmiro, o baixista Luizão e o baterista Paulinho Braga. Apesar do contraste entre sua carreira, que ainda estava em busca de maior crítica e projeção, e a de Tom Jobim, que já havia experimentado grande repercussão tanto no Brasil quanto no exterior, quem se mostrou inseguro no começo do projeto foi justamente ele. Os inícios da gravação do disco foram um tanto conturbados e houve desacordos. Roberto Menescal, na época diretor artístico da Phonogram, fala sobre isso:
"Eu ligava todo dia pra saber como é que o Aloísio de Oliveira estava se virando com os dois. Ele dizia todo dia: é meio difícil, mas tudo bem. Aí falei com a Elis no telefone e ela disse: 'Está uma merda, não tem nada bom, o Tom é um babaca, um chato, reage contra os aparelhos eletrônicos, diz que vão desafinando e afinando não sei o quê, fazendo tipo, e a gravação está babaca, parecendo bossa-nova'. E eu perguntei: 'Mas, Elis, esse tempo todo não saiu nada?' 'É', ela disse, 'tem uma musiquinha boa', e aí começou a se animar na conversa, e a se animar, e no fim do papo o disco estava ótimo, maravilhoso: 'Estou louca pra chegar no Brasil e te mostrar. Todas as faixas estão lindas.'"
Dias depois do embarque de Elis Regina, o empresário Roberto de Oliveira também partiu para Los Angeles a fim de registrar em filme os momentos das gravações para um documentário da TV Bandeirantes (o vídeo de Elis e Tom cantando "Águas de Março" em estúdio faz parte deste documentário e está disponível no Youtube). Segundo ele conta, "A Elis estava meio esquisita. Acho que ela viu um pouco do Ronaldo Bôscoli em Tom Jobim.  Ela me ligou dizendo que estava de malas prontas para voltar. Fui correndo pra lá. Não sei, na  minha presença ela parecia se sentir mais segura [...] Ela tinha a preocupação de ser moderna e achava que ser moderno não era o Tom Jobim. Moderno era o piano elétrico do César, e o Tom não queria o piano elétrico do César, que acabou entrando." Jobim cogitou convidar os maestros Claus Ogerman e Dave Grusin para os arranjos, mas estes, no entanto, não participaram por falta de tempo.

"Nos meus dez anos de gravadora, ganhei de presente um encontro com Tom. Foram momentos vividos por duas pessoas muito tensas, que só conseguem se descontrair através da música. Ficou a saudade de um passado recente, em que as cores eram outras e as pessoas mais felizes."

—Elis Regina na contracapa do disco.
O clima de tensão logo se dissolveu assim que Mariano fez o arranjo para "Corcovado", a primeira canção do repertório a ficar pronta. Não demorou muito para Elis se entrosar perfeitamente com Tom e ele dizia à época: "Ela conhece meu repertório melhor do que eu. Elis lembrava de arranjos que eu já havia esquecido. Uma coisa incrível." Para tocar em algumas faixas, Mariano convidou um sexteto de cordas que conhecia de gravações com Quincy Jones e Henri Mancini, e um quarteto de flautas que não foi creditado no encarte (entre eles, Hubert Laws e Jerome Richardson). Os estúdios da MGM passaram a ficar lotados por músicos brasileiros e norte-americanos, muitos deles apenas curiosos (como Eydie Gormé e Eumir Deodato), de sorte que em determinado momento o técnico de som precisou pedir que alguns se retirassem porque atrapalhariam a gravação.
Dentro de poucos dias as gravações terminaram. Em entrevista de 2011, César Camargo Mariano conta que, para ele, "Por causa da gravação desse disco, Tom Jobim transformou-se de ídolo em ser humano." Com muita educação, no início disse a Tom Jobim que ele era apenas um ilustre convidado e que o disco era principalmente de sua esposa. A mixagem final das gravações também ficou por conta do marido de Elis, num trabalho contínuo que terminou somente às 5 horas da madrugada; quando finalmente gravou todo o material numa fita, levou-a ao Jobim, insistindo para que ele ouvisse, Tom chorou compulsivamente com o resultado e, no dia seguinte, confessou-lhe num telefonema, em forma de metáfora: "Vocês [Elis e César] tomam banho de chuveiro, com água fria e corrente, eu tomo de banheira, com água morna, que vai se ajustando à temperatura do meu corpo. Fiquei um pouco assustado quando recebi tanta informação nova, trazida pelos jovens."

## Estrutura musical
Lançado mais de 10 anos depois de a bossa nova ter conquistado o mundo inteiro, o empresário de Elis o considerava por isso mesmo um "revival" dos anos 50. No entanto, os arranjos de César Camargo Mariano foram bastante inovadores para o gênero: neste disco revezam-se piano acústico e elétrico, violão e guitarra. As faixas mais próximas da bossa nova—"Só Tinha de Ser Com Você", "Triste", "Brigas, Nunca Mais" e "Fotografia"—possuem uma sonoridade leve, o vocal de Elis está relaxado, a bateria é sincopada, o violão reproduz acordes de bossa nova e não há o peso das cordas do regente Bill Hitchcock.
"Águas de Março", a faixa que abre o disco, merece uma atenção especial. Ela já havia sido interpretada diversas vezes em 1972: foi lançada no compacto Disco de Bolso, o Tom de Jobim e o Tal de João Bosco, depois gravada por Jobim no disco Matita Perê, e nesse mesmo ano pela própria Elis no disco Elis. Ganhou novas roupagens posteriormente, e versões em inglês, mas sem dúvida alguma o sucesso maior foi conquistado pelo dueto deste disco. Quando foi apontada por estudiosos, jornalistas e críticos de música como a segunda maior canção de todo o cancioneiro brasileiro pela Rolling Stone, perdendo apenas para "Construção", de Chico Buarque, a versão do disco Elis & Tom foi tida como a versão definitiva.
Nas faixas "Retrato em Branco e Preto" (letra de Chico Buarque) e "Modinha" (a única canção do disco a ser inteiramente arranjada por Jobim), o maestro participa apenas com o seu piano, enquanto que a gravação de "Por Toda a Minha Vida" conta apenas com a orquestra e o vocal de Elis. O resultado dessas canções garante uma sonoridade diferente das outras faixas bossanovistas: tanto o vocal quanto o clima orquestrado são mais dramáticos. Tom Jobim tocou piano e violão na faixa "Chovendo na Roseira", a segunda canção ecológica do disco depois de "Águas de Março", e também adicionou um vocal abafado aos refrões de Elis em "Corcovado", onde o arranjo de flautas cadenciadas e de cordas em segundo plano garantem um clima sensual e triste.
"Inútil Paisagem", balada jazz que fecha o disco, é considerada uma canção difícil de ser cantada, porque exige "emoção e contenção incríveis", e aqui Elis canta apenas acompanhada pelo piano de Jobim, que também sussurra algumas partes da letra—o mesmo ocorre com "O Que Tinha de Ser". O crítico Thom Jurek da allmusic afirma que "Inútil Paisagem" é uma das melhores performances de Elis Regina nos anos 70 e que ao terminar o disco em uma nota alta, acaba por "deixar o ouvinte totalmente satisfeito". Se Jobim estava querendo produzir uma sonoridade tradicional e preocupava-se a princípio com a modernidade proposta por Mariano, parece que foi a segunda tonalidade que prevaleceu, apesar de a banda de Elis tocar em estilo contemporâneo.

## Lançamento
Elis & Tom foi um sucesso de vendas e atendeu a todas as expectativas de Elis, Jobim e da gravadora. Segundo a Billboard, tornou-se um dos álbuns brasileiros mais vendidos de todos os tempos. Mesmo décadas depois do seu lançamento, as vendas continuaram a acontecer: o disco encontra-se nas paradas dos mais vendidos da loja virtual do iTunes brasileiro em 2012. Depois das gravações, Elis declarou: "Foi maravilhoso, e Tom é divino. Nunca vi pessoa mais simples e encantadora". Ela retornou ao Brasil no dia de seu aniversário, em 17 de março, e seu empresário relembra que tudo estava mudado: "Acho que ela que voltou dos Estados Unidos com mais moral, e seu público também mudou."

"É preciso que o espetáculo se repita para audiências mais amplas que tenham condições de realmente entender em sua profundidade a música imensa de Tom Jobim e o cantar perfeito [...] de uma grande cantora."

—Nelson Motta sobre o show "Elis & Tom", 1974.
De fato, parece que o público que acompanhava seus trabalhos anteriores desde o fim d'O Fino da Bossa foi pego de surpresa por sua nova fase. Em 1978, no Programa Ensaio, ela respondeu acerca dessa recepção: "Para mim não foi susto nenhum esse disco, entende? Porque eu ando me acompanhando há um ano, entende? [...] Então, eu não estranhei a minha modificação. As pessoas que me veem esporadicamente, talvez, não tenham entendido o motivo de um disco tão diferente daquele se a outra fórmula que eu vinha fazendo estava vendendo tanto, e estava... É porque tem dois problemas aí: eu fiz um disco diferente, então as pessoas se assustaram, porque eu fiz um disco diferente. Eu poderia ter feito um disco igual, então as pessoas diriam que a Elis não é mais aquela."
Para promover o disco, Elis e Tom realizaram em outubro de 1974 dois shows no Teatro Bandeirantes em São Paulo e outro no Hotel Nacional do Rio de Janeiro, onde também gravaram um videoclipe de "Águas de Março" para o programa televisivo Fantástico da Rede Globo. O espetáculo era dividido em três partes: na primeira, Elis cantava sozinha acompanhada de um conjunto de cordas e na segunda Jobim cantava acompanhado pela orquestra regida por Leo Peracchi, enquanto que na terceira parte, finalmente, ambos cantavam juntos. De certa forma, um dos legados e propósitos do espetáculo foi ter apresentado ou revivido Tom Jobim para as gerações mais novas de 1974, uma vez que o movimento da bossa nova já tinha acontecido há mais de dez anos. Segundo o empresário da cantora, o ingresso para o show custava bastante caro, e apesar de a curta temporada (apenas 2 dias) e o preço serem tratados como polêmicos pela Folha de S. Paulo daquele ano, os espetáculos tiveram uma repercussão muito positiva por parte do público e da crítica e foram considerados à época como "históricos" tanto no Rio de Janeiro quanto em São Paulo.
Em 2 de junho de 1990, o disco foi lançado pela primeira vez em CD pela Verve Records (Universal Music). O lançamento foi feito com uma restauração e maior nitidez sonora através da série Verve by Request, que apresentava reedições bastante solicitadas pelos consumidores e ouvintes em geral. Em agosto de 2004, a Trama, coordenada por João Marcelo Bôscoli, filho de Elis, em parceria com a Universal Music, lançou uma edição especial de comemoração dos 30 anos do disco, com supervisão de César Camargo Mariano, reunindo numa mesma caixa as versões estéreo e surround 5.1, em CD e DVD Áudio. A edição especial conta com diálogos de bastidores entre os músicos e duas faixas bônus: uma versão alternativa de "Fotografia" e a canção "Bonita", retirada do repertório porque Elis não havia gostado de sua pronúncia em inglês. Não houve mudanças na versão em estéreo, porém a versão 5.1., segundo Mariano, seria como se o ouvinte "estivesse dentro do estúdio": é possível escutar barulhos do estúdio e pés batendo no chão contando os tempos musicais. Foi o primeiro álbum da história da MPB a utilizar esse recurso tecnológico até então novo e inédito. Este trabalho de remasterização teve uma grande repercussão nacional e também foi lançado no Japão, na Europa, Austrália e EUA. O relançamento de 2004 foi um sucesso (em pouco tempo já havia vendido 75 mil das 100 mil cópias de sua tiragem inicial) e motivou o relançamento especial de diversos outros álbuns do catálogo da cantora.

## Crítica profissional
Elis & Tom sempre experimentou uma fortuna crítica mundial positiva e favorável ao longo de suas décadas de existência. Em absoluta primeira audição nacional do disco pela Folha de S. Paulo em 1974, ou seja, antes de ele ser lançado, o crítico Walter Silva já destacava a importância do dueto entre Tom e Elis, chamando-o de especial, surpreendendo-se com a segurança que os dois transmitem nas faixas e concluindo: "A impressão que se tem ao ouvi-las, é que foram gravadas na própria sala de visitas da gente, tal a naturalidade encontrada." A expectativa em torno do disco era de ser o melhor da carreira de Elis Regina até então. O World Music: The Basics, compêndio introdutório à música popular mundial, considera que é o melhor trabalho em estúdio de Jobim. O crítico musical Nick Dedina considera o álbum uma "perfeição" e que é a participação de Jobim mais essencial depois do disco Getz/Gilberto (1964).

"É bossa nova, no seu momento mais belo e romântico—e o que mais poderia se esperar de uma gravação mágica com Tom Jobim, o grande mestre do gênero, juntamente com uma das cantoras mais carismáticas e talentosas que já marcaram a rica cena da música popular do Brasil?"

—Philip Jandovský, 2004 (ocasião dos 30 anos do disco).
| Críticas profissionais            | Críticas profissionais |
| Avaliações da crítica             | Avaliações da crítica  |
| Fonte                             | Avaliação              |
| --------------------------------- | ---------------------- |
| Walter Silva (1974)               | Favorável              |
| O Globo (1974)                    | Favorável              |
| O Estadão (1974)                  | Favorável              |
| Le Guide du CD (França, 1993-97)  | [ 52 ]                 |
| MusicHound (EUA, 1998-99)         | [ 52 ]                 |
| Allmusic (EUA)                    | [ 26 ]                 |
| Music Story (França)              | [ 53 ]                 |
| Virgin Encyclopedia (Reino Unido) | [ 52 ]                 |
| Rolling Stone americana (2004)    | [ 52 ]                 |

Silvio Lancellotti, também antes do lançamento do disco, escreveu numa crítica de Veja em maio daquele ano que a obra era "uma brincadeira, entretanto, séria — a mais séria e de melhor qualidade já perpetrada, este ano, na música brasileira." Com o lançamento em julho de 1974, os jornais Folha de S. Paulo e O Globo e a revista Manchete igualmente encaravam o disco como um dos melhores (senão o melhor) do ano. Para O Estadão de agosto, ele reunia "o mais musical dos compositores brasileiros e, tecnicamente, a mais bem dotada das nossas intérpretes, em qualquer época." Uma edição da Veja de 1975 o considerava "irrepetível, um encontro alegre e comunicativo".
Grande parte da reputação internacional de Elis Regina como intérprete se deve à gravação desse álbum. Segundo o jornalista musical Thom Jurek: "Seu alcance e acuidade, seu fraseado único, e seu arco-íris de cores emocionais são literalmente incomparáveis, e não importa a melodia ou o arranjo, ela emprega a maioria deles nessas 14 faixas do disco." Nelson Motta escreveu em 1974 que com esse trabalho Elis "recuperou-se das constantes e procedentes exigências de público e crítica que estavam localizando em seu cantar não um ato de entrega e criação mas apenas uma demonstração de afinação, extensão, divisão [...]" Apesar de desde sua performance explosiva de "Arrastão" (1965) no 1º Festival da Música Popular Brasileira na TV Excelsior não ter demonstrado aos músicos bossa-novistas o espírito contido e minimalista exigido pelo gênero, os críticos consideram que ela conseguiu "sutilezas interpretativas impressionantes" no disco com Tom.
A recepção crítica e popular de Elis & Tom permanece positiva. Sua reputação de clássico sempre se manteve firme ao longo dos anos e já é internacionalmente reconhecido por jornalistas do mundo inteiro como um dos discos mais importantes da bossa nova e da música brasileira em geral. Em 2007, através do voto de jornalistas e críticos brasileiros, o disco foi catalogado na 11ª posição da Lista dos 100 maiores discos da música brasileira da revista Rolling Stone. Em 2008, foi colocado na lista indispensável de álbuns do livro 1,000 Recordings to Hear Before You Die do crítico de música norte-americano Tom Moon ("canções escritas pelo rei da melodia de meio tom, cantadas com reverência pela rainha da saudade desconsolada"), e no mesmo ano foi posto no volume 300 Discos Importantes da Música Brasileira ("reunião histórica"), organizado por Charles Gavin, Tárik de Souza, Carlos Calado e Arthur Dapieve. Em setembro de 2012, foi eleito pelo público da rádio Eldorado FM, do portal Estadao.com e do Caderno C2+Música (estes dois últimos pertencentes ao jornal O Estado de S. Paulo) como o quarto melhor disco brasileiro da história.

## Legado
Considerado um álbum histórico na música popular brasileira, Elis & Tom é aclamado e favorito de um número enorme de músicos do planeta inteiro, das mais diversas gerações, entre os quais (ordem alfabética): Andy Summers (guitarrista do The Police), Arnaldo Antunes, Blubell, Brad Mehldau, Carla Bruni, Carly Simon, Caroll Vanwelden, Cecilia Noël, Cibelle, Corinne Bailey Rae, Daniel Volovets, Dennis Moss, Hamilton de Holanda, Jane Monheit, Jamie Cullum, Leila Pinheiro, Luciana Souza ("o disco que melhor representa o Brasil"), Mario Adnet, Mark Ronson, Matthias Bublath, Mônica Salmaso, Roberta Sá, Rosa Passos, Sandy, Tom Zé, Yeahwon Shin, e diversos outros.

"Elis & Tom reúne o que há de mais importante em termos de composição na nossa música popular, que é o Tom, e a interpretação da Elis [...] O disco é maravilhoso, o repertório é irretocável e as leituras são definitivas. Foi gravado em 74, mas hoje, quando você escuta, tem toda as dicas de que é um disco que vai ficar, que você vai ouvir sempre."

—João Bosco
Além disso, todo o repertório do álbum já recebeu tributos e homenagens por diversos artistas, como Ângela Maria e João Bosco, em um espetáculo de 2005 dirigido por Dante Ozzetti, como também pelo pianista Geraldo Flach e a cantora Renata Adegas em 2007. Em 2012, os músicos da nova geração Luciana Alves e Diogo Poças reinterpretaram na íntegra todas as faixas como parte de homenagens para os 30 anos da morte de Elis Regina. Em 2002, a versão de "Por Toda a Minha Vida" foi destaque do premiado filme Hable con Ella do cineasta espanhol Pedro Almodóvar.
Em 2005, a Companhia de Dança Quasar criou o espetáculo Só Tinha de Ser Com Você, com coreografia de Henrique Rodovalho, e que utiliza todas as canções do disco. Baseada na sonoridade brasileira de Elis & Tom, a coreografia marcou a trajetória do grupo porque contrasta com os timbres eletrônicos que costumavam utilizar em seus repertórios anteriores. O projeto foi considerado o melhor espetáculo brasileiro de dança em 2006 pel'O Estado de S. Paulo e o primeiro representante brasileiro a integrar o Festival Pina Bausch em 2008 na Alemanha.
De volta a 1974, o grande legado do disco foi a aproximação entre a geração de Tom, que modernizou a canção brasileira através da bossa nova nos anos 50, com a geração de Elis, que surgiu da popularidade dos programas de televisão e festivais da canção popular dos anos 60. Assim, de acordo com José Adriano Fenerick, ao lado do disco Caetano e Chico Juntos e Ao Vivo (1972), Elis & Tom funde a bossa nova de maneira simbólica com a música popular que surgiu consecutivamente no país. Elis Regina não retornaria ao gênero nos anos seguintes, mas continuou cantando algumas canções do disco em sua carreira e, segundo relata Elifas Andreato, artista gráfico de seu último espetáculo, o Trem Azul (1981), ele a encontrou semanas antes de morrer ouvindo Elis & Tom e dizendo: "Elifas, nunca mais vai acontecer uma coisa dessas. Jamais! É muito bonito!"
Os bastidores da gravação do álbum inspiraram o documentário Elis e Tom, só tinha de ser com você, lançado em 2023.

## Faixas
| Lado A |                            |                          |         |  |
| N.º    | Título                     | Compositor(es)           | Duração |  |
| 1.     | "Águas de Março"           | Tom Jobim                | 3:32    |  |
| 2.     | "Pois É"                   | Tom, Chico Buarque       | 1:43    |  |
| 3.     | "Só Tinha de Ser com Você" | Tom, Aloísio de Oliveira | 3:49    |  |
| 4.     | "Modinha"                  | Tom, Vinicius de Moraes  | 2:16    |  |
| 5.     | "Triste"                   | Tom                      | 2:39    |  |
| 6.     | "Corcovado"                | Tom                      | 3:53    |  |
| 7.     | "O Que Tinha de Ser"       | Tom, Vinicius            | 1:43    |  |

| Lado B         |                             |                |         |  |
| N.º            | Título                      | Compositor(es) | Duração |  |
| 8.             | "Retrato em Branco e Preto" | Tom, Chico     | 3:03    |  |
| 9.             | "Brigas, Nunca Mais"        | Tom, Vinicius  | 1:39    |  |
| 10.            | "Por toda a Minha Vida"     | Tom, Vinicius  | 2:04    |  |
| 11.            | "Fotografia"                | Tom            | 2:46    |  |
| 12.            | "Soneto de Separação"       | Tom, Vinicius  | 2:20    |  |
| 13.            | "Chovendo na Roseira"       | Tom            | 3:11    |  |
| 14.            | "Inútil Paisagem"           | Tom, Aloísio   | 3:08    |  |
| Duração total: | Duração total:              | Duração total: | 37:46   |  |

| Bônus da remasterização em CD e DVD-Áudio de 2004 |                                   |                |         |  |
| N.º                                               | Título                            | Compositor(es) | Duração |  |
| 15.                                               | "Fotografia (versão alternativa)" | Tom            | 4:36    |  |
| 16.                                               | "Bonita"                          | Tom            | 3:07    |  |

## Créditos
Lista-se abaixo os profissionais envolvidos na elaboração de Elis & Tom, de acordo com a fonte:
- Antonio Carlos Jobim - piano, vocal, violão, arranjo (na faixa 4)
- Elis Regina - vocal
- César Camargo Mariano - piano elétrico, piano e arranjos
- Hélio Delmiro - guitarra elétrica, violão
- Oscar Castro-Neves - violão
- Luizão Maia - baixo
- Paulo Braga - bateria
- Chico Batera - percussão
- Bill Hitchcock - regência
- Hubert Laws e Jerome Richardson - flautas (não creditados no encarte)[16]
- Aloísio de Oliveira - produção